# Ambodimanga (Diana)
Ambodimanga is een plaats in Madagaskar gelegen in de regio Diana. In 2001 telde de plaats bij de volkstelling ongeveer 5729 inwoners.
De plaats biedt lager onderwijs. 99,5% van de bevolking is landbouwer. Er wordt met name koffie verbouwd. Ook wordt er cacao, bonen en rijst verbouwd. 0,5% van de bevolking is werkzaam in de dienstensector.